# Leone Frollo
Pour les articles homonymes, voir Frollo.
Leone Frollo (né le 9 avril 1931 à Venise et mort le 17 octobre 2018) est un dessinateur et scénariste de bande dessinée italien.

## Biographie
Leone Frollo a débuté en 1948 avec un western appelé Sui Grandi Laghi (« Sur les grands lacs »). 
De 1958 à 1968, il a travaillé à l'agence Fleetway de Londres, avec des histoires de guerre. 
Après cela, au milieu des années 1980, il a travaillé sur plusieurs genres, dans la fantasy et l'horreur, mais plus particulièrement dans la bande dessinée érotique. Sa principale œuvre dans le domaine de l'érotisme pendant cette période est Biancaneve, basée sur l'histoire de Blanche-Neige, qu'il fit pour Edifumetto. Cette série fut publiée en français chez Elvifrance, sous le titre Contes malicieux.
Après 1987, Leone Frollo change son style et dessine quelques séries pour le marché français : Malicieusement femmes, Mona Street et Diva.
Mona  Street, les aventures érotiques d'une jeune femme américaine, qui vient d'être diplômée de l'université à Boston, et qui se passe au début du XXe siècle, fut la dernière bande dessinée de Frollo. 
Après avoir abandonné la bande dessinée, il se consacra à l'érotisme, produisant des illustrations sur papier, à l'aquarelle, au crayon et aux pastels.

## Ouvrages (sélection)
- Lucifera, les 15 premiers numéros de la série.
- Contes malicieux (Biancaneve), 26 numéros de novembre 1972 à décembre 1974.
- Shatane (Naga la maga), 24 numéros de juillet 1975 à juin 1977.
- Mona Street, volume 1, L’Arrivée de Mona, traduction et préface de J.-M. Lo Duca, Éditions Dominique Leroy, Paris 1988
- Mona Street, volume 2, Mona à Venise, traduction et préface de J.-M. Lo Duca, Éditions Dominique Leroy, Paris 1992
- Mona Street, volume 3, Mona l’ingénue, Éditions du Balcon / Dominique Leroy, Paris 2001
- Mona Street, Delcourt, collection Erotix, 2011
- Casino, volume 1, Éditions La Musardine, Paris, 2010
- Casino, volume 3, Éditions Delcourt, collection Erotix, 2012